# Dalarnas konstförening
Dalarnas konstförening (DKF) bildades 1926 och har som syfte att främja konstlivet i Dalarna.
Föreningen bildades i Falun 1926 av konstnärerna/grafikerna Helge Zandén, Hans Norsbo, Bertil Bull Hedlund och skulptören Arvid Backlund samt bibliotekarie Alvar Silow och kulturredaktör Nils Lindgren. Zandén, Norsbo och Bull Hedlund ingick i grupperingen Falugrafikerna.
Dalarnas konstföreningen engagerade snart Karin Larsson från Sundborn (gift med Carl Larsson) och Emma Zorn från Mora (gift med Anders Zorn) som medlemmar.
Föreningen är fortfarande (2024) aktiv och anordnar utställningar, seminarier och konstresor samt är aktiva genom debatt med kommun- och regionpolitiker.
Dalarnas konstförening har ett nära samarbete med Dalarnas museum och Rättviks kulturhus. DKF är med i Sveriges Konstföreningars Riksförbund.